# SMS G 102
G 102 – niemiecki niszczyciel z okresu I wojny światowej. Druga jednostka typu G 101. Pierwotnie budowany dla Armada de la República Argentina, miał nosić nazwę ARA "San Louis" i być uzbrojony w cztery działa 102 mm i wyrzutnie torped kalibru 533 mm. Okręt wyposażony w dwa kotły parowe opalane ropą. Zapas paliwa 500 ton. W 1918 roku internowany w Scapa Flow. Zatopiony przez załogę 21 czerwca 1919 roku. Po podniesieniu z dna przekazany USA. W 1920 roku użyty jako cel ćwiczebny i zatopiony.
23 czerwca 1916 wraz z SMS G 101 zdobył brytyjski prom „Brussels” (którego kapitan Charles Fryatt został później skazany na śmierć za wcześniejszą próbę staranowania okrętu podwodnego SM U-33).